# Chciałbym się zgubić
Chciałbym się zgubić – polski film psychologiczny z 1979, nakręcony na podstawie powieści Do zobaczenia mamo Henryka Lothamera.

## Główne role
- Witek Wiśniowski – Alek
- Adaś Jankowski – Nowy
- Olek Oliszewski – Krzysiek
- Irena Laskowska – wychowawczyni
- Marek Walczewski – dyrektor domu dziecka
- Emilia Krakowska – matka Alka
- Ewa Jagiełło – wychowawczyni Anna

## Fabuła
Alek ma 12 lat i mieszka w domu dziecka. Pewnego dnia pojawia się nowy chłopiec – Adaś, który ma problemy z aklimatyzacją. Którejś nocy "Nowy" próbuje popełnić samobójstwo przez wbicie sobie kawałka szkła. Alek udaremnia to. Wracając do siebie widzi dziewczynę. Jest to nowa wychowawczyni Anna. Pewnego dnia, mimo pozornej wrogości wobec nowej wychowawczyni, zdradza jej tajemnicę listów do matki i nalega by je przeczytała. Anna mówi mu, że nie ma matki. Chłopiec rzuca się na nią, ale dyrektor interweniuje. Adam zostaje adoptowany. Alek czuje się sam. W końcu postanawia uciec.